# Hypolithus signatipennis
Hypolithus signatipennis – gatunek chrząszcza z rodziny sprężykowatych i podrodziny Prosterninae.

## Występowanie
Gatunek ten jest endemitem Madagaskaru.